# Coriola
Coriola (nom de plume de Jeanne Gaillot) est une auteure française de romans sentimentaux, parus principalement aux éditions Tallandier. Elle obtient en 1959 le prix Max du Veuzit décerné par la Société des gens de lettres et le Prix Sobrier-Arnould de l'Académie française en 1965 pour l'ensemble de son œuvre.

## Œuvre
- Une jeune fille a disparu, 1934
- La Revanche du désert, 1935
- La Monnaie du bonheur, 1939
- La Maison des giroflées, 1943
- La Demoiselle de la Bruyère, 1944
- La Feuille au vent, 1946
- La Flamme ardente, 1946
- Le Morne du fou brûlé, 1947
- À la belle Jeannette, 1948
- Chanteloup, 1948
- L'Amour victorieux, 1949
- La Rencontre imprévue, 1949
- La Roche aux cerfs, 1950
- Le Solitaire aux abois, 1950
- Ingeborg ou l'Île de la solitude, 1951
- La Dame de Meyserling, 1952
- Patricia, 1952
- La Troisième Femme, 1953
- Un chant d'amour en Camargue, 1954
- La Fanfare du roy, 1954
- Ombeline et son étoile, 1954
- Le Voyageur de la nuit, 1954
- Pour toi seul, 1955
- Anne... ma sœur Anne, 1955
- La Nageuse aux étoiles, 1956
- Le Plus Grand Amour, 1957
- Le Comte Caprany, 1957
- Aube radieuse, 1958
- Le Château mort, 1958
- Diane de la forêt, 1959
- La combe-aux-loups, 1959
- Rosamé, 1960
- Ce bonheur qu'elle voulait, 1961
- Le Solitaire de Maraisy, 1961
- L'Irrésistible Appel, 1962
- L'Amour en fuite, 1963
- Plus que tout au monde, 1965
- La Nuit de feu, 1965
- Ouragan sur Maladenia, 1967
- Ni le jour ni l'heure, 1968